# Zenón Pereyra
Zenón Pereyra es una localidad del departamento Castellanos, provincia de Santa Fe, Argentina. Se ubica sobre la RP 20, a 12 km de la RN 19, que une la Ciudad de Córdoba con la ciudad de Santa Fe.
Dista 75 km de la ciudad de Rafaela (Cabecera Departamental) y a poco más de 25 km de la ciudad de San Francisco (Córdoba).

## Población
Cuenta con 2,118 habitantes (Indec, 2022) Según los datos del último censo nacional realizado el día 18 de mayo de 2022 Zenón Pereyra Cuenta con una cantidad de 832 viviendas particulares y 2.118 habitantes. 
Cuenta con 1,835 habitantes (Indec, 2010), lo que representa un descenso del 3,5% frente a los 1,943 habitantes (Indec, 2001) del censo anterior.
| Gráfica de evolución demográfica de Zenón Pereyra entre 1991 y 2010 |
|                                                                     |
| Fuente: Censos nacionales del INDEC                                 |

## Santa Patrona
- Santa Justina

## Fundación
- 17 de octubre de 1891, Don Zenón Pereira Rafael Escriña (colonia) y Ataliva Roca (pueblo)

## Creación de la Comuna
- 5 de diciembre de 1891

## Paraje
- "km 501"

## Biblioteca Popular
Fundada el 4 de agosto de 1922
- Don Rafael Rodolfo Prigioni

## Entidades Bancarias
- Nuevo Banco de Santa Fe SA
- Banco Macro

## Entidades Deportivas
- Club Zenón Pereyra F. B. C
- Club Deportivo y Recreativo 25 de Mayo
- Asociación Italiana y Familia Piemontesa
- Zona de vuelo PARAPENTE Zenón Pereyra.
- GiecoRacing - Equipo de Automovilismo.

.Museo Bucci - automovilismo de Domingo Bucci, Clemar Bucci. 

## Entidades Voluntarias
- Asociación de Bomberos Voluntarios de Zenón Pereyra.

## Radio y Televisión
- Satelital Imagen Color

## Parroquias de la Iglesia católica en Zenón Pereyra
| Diócesis  | Rafaela       |
| --------- | ------------- |
| Parroquia | Santa Justina |